# Якобсен, Кристиан Туне
Кристиа́н Ту́не Я́кобсен (дат. Christian Thune Jacobsen, Christian Thune-Jacobsen, известен и как Кристиа́н Ту́не, дат. Christian Thune) — датский кёрлингист и тренер по кёрлингу.
В составе мужской сборной Дании участник двух чемпионатов мира (лучший результат — восьмое место в 1991) и двух чемпионатов Европы (лучший результат — шестое место в 1988). Двукратный чемпион Дании среди мужчин. Двукратный чемпион Дании среди смешанных команд. В составе мужской сборной ветеранов Дании участник двух чемпионатов мира (оба раза — пятое место).
В основном играет на позициях четвёртого и первого. Несколько лет был скипом команды.

## Достижения
- Чемпионат Дании по кёрлингу среди мужчин: золото (1984, 1991, 2023).
- Чемпионат Дании по кёрлингу среди смешанных команд: золото (1989, 1990)[4][5].

## Команды
| Сезон                                          | Четвёртый     | Третий                         | Второй                                  | Первый                    | Запасной                               | Турниры                      |
| ---------------------------------------------- | ------------- | ------------------------------ | --------------------------------------- | ------------------------- | -------------------------------------- | ---------------------------- |
| 1983—84                                        | Кристиан Туне | Нильс Сиггорд                  | Michael Petersen (ЧДМ) Йенс Мёллер (ЧМ) | Торстен Сённергор         |                                        | ЧДМ 1984 · ЧМ 1984 (9 место) |
| 1988—89                                        | Кристиан Туне | Нильс Сиггорд                  | Ole Lehmann de Neergard                 | Finn Nielsen              |                                        | ЧЕ 1988 (6 место)            |
| 1989—90                                        | Франтс Гуфлер | Кристиан Туне                  | Нильс Сиггорд                           | Finn Nielsen              |                                        | ЧЕ 1989 (10 место)           |
| 1990—91                                        | Кристиан Туне | Нильс Сиггорд                  | Хенрик Якобсен                          | Лассе Лаурсен             | Андерс Сёдерблом (ЧМ)                  | ЧДМ 1991 · ЧМ 1991 (8 место) |
| 2013—14                                        | Микаэль Квист | Тобиас Туне                    | Kim Sylvest Nielsen                     | Fabian Thune              | Кристиан Туне                          | ЧДМ 2014 (5 место)           |
| 2016—17                                        | Ульрик Шмидт  | Микаэль Квист                  | Нильс Сиггорд Андерсен                  | Кристиан Туне Якобсен     | тренер: Лиза Ричардсон                 | ЧМВ 2017 (5 место)           |
| 2017—18                                        | Кристиан Туне | Bjorn Tore Elvevold            | Erik Hoff                               | Geir Morten Fjaeran       |                                        | [ 6 ]                        |
| 2017—18                                        | Ульрик Шмидт  | Микаэль Квист                  | Нильс Сиггорд Андерсен                  | Кристиан Туне Якобсен     | Пер Свенсен тренер: Лиза Ричардсон     | ЧМВ 2018 (5 место)           |
| 2022—23                                        | Микаэль Квист | Тобиас Туне                    | Оливер Сё                               | Кристиан Туне             |                                        | ЧДМ 2023                     |
| 2023—24                                        | Микаэль Квист | Нильс Сиггорд Андерсен         | Кристиан Туне Якобсен                   | Henrik Lander             | тренеры: Габриэлла Квист, Heidi Lander | ЧМВ 2024 (13 место)          |
| Кёрлинг среди смешанных команд (mixed curling) |               |                                |                                         |                           |                                        |                              |
| 1989                                           | Кристиан Туне | Marie-Louise Siggaard Andersen | Нильс Сиггорд Андерсен                  | Kinnie Leth Steensen      |                                        | ЧДСК 1989                    |
| 1990                                           | Кристиан Туне | Marie-Louise Siggaard Andersen | Нильс Сиггорд Андерсен                  | Majbritt Reinholdt-Gufler |                                        | ЧДСК 1990                    |

(скипы выделены полужирным шрифтом)

## Результаты как тренера национальных сборных
| Год  | Турнир                                              | Сборная                | Место               |
| ---- | --------------------------------------------------- | ---------------------- | ------------------- |
| 2007 | Чемпионат Европы по кёрлингу 2007                   | Польша (женщины)       | 15                  |
| 2015 | Чемпионат Европы по кёрлингу 2015                   | Польша (женщины)       | 16                  |
| 2016 | Чемпионат мира по кёрлингу среди смешанных пар 2016 | Дания (смешанная пара) | 13                  |
| 2018 | Чемпионат Европы по кёрлингу 2018 (группа C)        | Польша (женщины)       | гр. С: 2, общее: 17 |